# 姥山貝塚
座標: 北緯35度44分14.7秒 東経139度57分54.1秒 / 北緯35.737417度 東経139.965028度

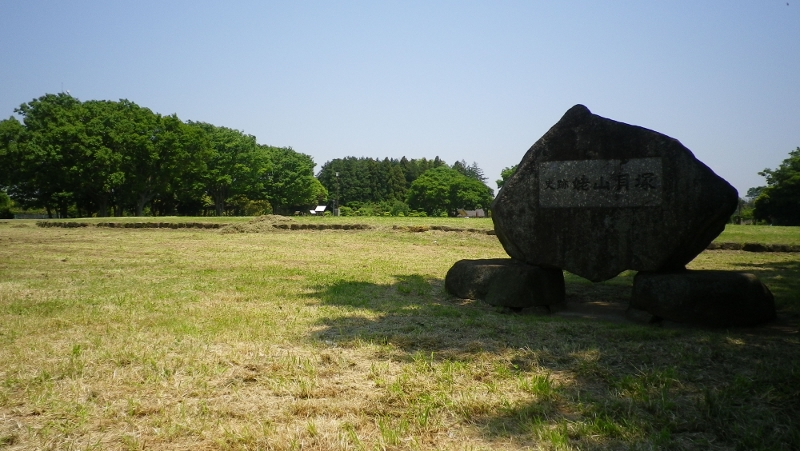
2012年（平成24年）5月撮影

姥山貝塚（うばやまかいづか）は、千葉県市川市柏井町一丁目にある縄文時代中期から後期にかけての貝塚を伴う環状集落の遺跡。大柏川左岸の標高約24メートルの台地上に広がった東西130メートル・南北120メートルの南に開口した馬蹄形の貝塚である。現在は、姥山貝塚公園として整備され、国の史跡に指定されている。

## 概要
比較的早い時期からその存在が知られ、1893年（明治26年）以後何度か調査が行われていたが、本格的な調査は1926年（大正15年/昭和元年）の東京人類遠足会及び東京帝国大学人類学教室による発掘調査である。その結果、縄文時代の竪穴建物跡が完全な形で検出されたばかりではなく、計20棟確認することが出来た。これは縄文時代の集落の存在を示す最初の遺跡の発見であった。更にうち1つからは成人男女各2名と子供1名、計5名の人骨が発掘され、当時の住居の居住人数を推測する手掛かりともなった。ちなみに、この建物跡からはフグの骨も発掘されており、ここの住人たちはフグを食べて中毒死したとする説もあるが、詳細は不明である。その後も周辺部の調査が進み、計39棟の竪穴建物跡、計143体の人骨が発掘されており、当時の集落の構成や埋葬に関する貴重な資料を提供した。
発掘された遺物は東京大学・南山大学・明治大学などに保管されているほか、同じ市川市内の堀之内貝塚に隣接して建設された市川考古博物館にも展示されている。
新潟医療福祉大などによる2020年からの生物学的な調査により、上記の１つの竪穴住居跡から発見された５名の人骨について、成人女性２名と子供（５歳前後の男子と推定）には血縁関係がない、女性１名の食性が他の人骨とは異なっていたことなどが明らかになった。